# Atheta petitcapensis

Atheta petitcapensis  (лат.) — вид коротконадкрылых жуков из подсемейства Aleocharinae. Канада.

## Распространение
Встречается в провинции Нью-Брансуик (Канада).

## Описание
Мелкие коротконадкрылые жуки, длина тела 2,7-2,9 мм. Основная окраска тёмно-коричневая и чёрная (ноги светло-коричневые).
Большинство взрослых особей этого вида были найдены под морскими водорослями и прибрежным травяным детритом на морском берегу в верхнем приливной зоне.
Взрослые особи были собраны в июне.
Вид был впервые описан в 2016 году канадскими энтомологами Яном Климашевским (Jan Klimaszewski; Laurentian Forestry Centre, Онтарио, Канада) и Реджинальдом Вебстером (Reginald P. Webster). Видовое название дано по имени места нахождения: Petit Cap Westmorland Co. (46.1879°N, 64.1503°W).